# Střední uměleckoprůmyslová škola Bechyně
Střední uměleckoprůmyslová škola (ve zkratce SUPŠ Bechyně, dříve Střední průmyslová škola keramická) je jedinou střední školou v Bechyni. V roce 2014 oslavila 130 let existence s téměř čtyřmi tisíci absolventů. Jde o příspěvkovou organizací, zřizovanou Jihočeským krajem.

## Historie a popis
Rozlehlá budova stojí mezi rybníkem Trubný a Píseckou ulicí, v níž se nachází také areál domova mládeže se školní jídelnou SUPŠ.

### Od založení do roku 1945
Bechyně, respektive její dnešní součást Zářečí, je výrobou keramiky známá už z doby 16. století, od roku 1875 se ve městě vyrábělo hliněné nádobí a kachlová kamna. Škola byla založena jako c. k. odborná škola keramická v únoru 1884 jako tříletá a ještě v březnu téhož roku byla v Klášterní ulici zahájena výuka, které byla do roku 1910 otevřena pouze mužům. Prvním oborem bylo kamnářství, následovalo umělecké hrnčířství a keramická malba. Autorem plánů budovy, jež byla přestavěna ze špýcharu, byl odborný učitel František Kraus. V roce 1912 do ní byla zavedena elektřina. Mezi významná období ve své historii škola uvádí uměleckých vrcholů školy bylo období secese v letech 1900–1914 a 20.–30. léta 20. století, a to kvůli úspěchům na mezinárodních výstavách. Ve 30. letech škola odolala přesunutí do Prahy a v roce 1937 získala na mezinárodní výstavě v Paříži zlatou medaili. V letech 1937–1939 byla na východní straně postavena přípravna hmot.

### Po roce 1945
Po válce získávala na popularitě díky zvýšenému zájmu rozvíjejících se průmyslových odvětví. V roce 1949 v budově byly přistavěny toalety, umývárny a šatny.Na začátku 50. let se studium změnilo na čtyřleté s maturitou a byla otevřena nově zbudovaná přístavba. V 70. letech škola získala novou budovu domova mládeže a školní jídelny po letech obývání nevyhovujících prostor bývalého kláštera.V roce 2019 škola uváděla 4 178 absolventů.

## Studijní obory
V rámci školy lze studovat obory s následujícím zaměřením:

### Keramický design
Jde asi o nejznámější místní obor. Studenti v něm ručně zpracovávají keramiku a zároveň získávají znalosti z výtvarných předmětů, ale také například ekonomie a počítačové grafiky. Výuka se soustředí na tvorbu vlastních výtvarných návrhů a jejich realizaci.

### Průmyslový design
Obor otevřený v roce 2000 studenty připravuje například na kariéru v rámci výtvarných a vývojových oddělení průmyslových organizací nebo modeláře v oblasti designu. Studenti vytváří vlastní výtvarné návrhy a realizují je s použitím řady materiálů. Při tvorbě využívají vizualizace v grafických programech.

### Grafický design
Obor otevřený v roce 2006 spojuje klasické výtvarné techniky s propagačním výtvarnictvím a propagační grafikou a studenty vzdělává v předmětech výtvarná teorie a dějiny umění. Studenti se získávají dovednosti v rukodělné i počítačové grafice. Obor se soustředí na vývoj a navrhování grafického designu. Příprava je zaměřena také na vědomosti a dovednosti v psaní a kreslení písma a na figurální kreslení.

### Multimediální tvorba
Obor otevřený v roce 2009 spojuje výtvarnou teorii a praxi s technickými znalosti z oblasti digitálních médií. Studenti pracují s různými médii tak, aby je výsledná podoba vhodně spojovala, nebo vybírají pro zadaný úkol nejvhodnější médium. Studenti se vzdělávají v oborech fotografie, 2D a 3D grafiky, videa a animace, zvuku a interaktivních a internetových technologií. Široký záběr dovedností umožňuje také využití spolupráce mezi studenty dalších školních oborů.

### Technologie keramiky (silikátů)
Jde o jediný studijní obor věnující se technologii keramiky v republice. Po dvouletém studiu se zkrácenou formou výuky jeho absolventi nacházejí uplatnění v keramických továrnách a průmyslových podnicích nebo se věnují dalšímu studiu silikátů na VŠCHT Praha. Po roce 2000 byl pro nezájem uchazečů na několik let zrušen, nicméně od 2015 je opět zařazen do portfolia školy.

### Zrušené obory
V letech 1984–2012 škola vyučovala studenty v oboru Aplikovaná chemie (v prvních letech pod názvem Chemická technologie) a mezi roky 2013 a 2016 nabízela tříletý učební obor Výrobce a dekoratér keramiky.

## Zázemí
Studenti se vzdělávají v přednáškových učebnách a praxi vykonávají ve školních dílnách a učebnách specializovaných. Škola od roku 1973 disponuje domovem mládeže a školní jídelnou.
Pro výstavy školních prací se využívá také klášterní zahrada.

## Významní absolventi
Školu vystudovala řada osobností, které se ve výtvarných oborech prosadili, například Jan Sovák, Jan Benda, Vladimír Oppl, Ladislav Janouch, Jan Kolář, Miroslav Pangrác nebo Miroslav Oliva, z nichž někteří na škole později působili jako vyučující. Mezi absolventy jsou také lidé, kteří jsou známí z oborů odlišných, třeba Mikuláš Antonín Číla, Karel Kryl, Jan Kačer, Miki Ryvola, Viktor Sodoma a Karel Roden.

## Další aktivity
- V rámci studia se žáci mohu účastnit specializovaných kurzů, například sportovně turistického, lyžařského nebo kurzu kresby a malby v přírodě.[16] SUPŠ pořádá také řadu kurzů pro veřejnost souvisejících s grafikou a keramikou, například modelování, malba nebo vytáčení.[17]
- Od roku 1997 škola organizuje celostátní soutěž v točení na hrnčířském kruhu pro žáky středních škol z celé republiky.[18]
- Při škole existuje obecně prospěšná organizace Mezinárodní sympozium keramiky, o.p.s., jejímž hlavním cílem je pořadatelství stejnojmenných sympozií, které v Bechyni probíhají od roku 1966 a v současnosti probíhají jako bienále.[19]
- Škola spolupracuje na organizaci výtvarných výstav.[20]

## Galerie

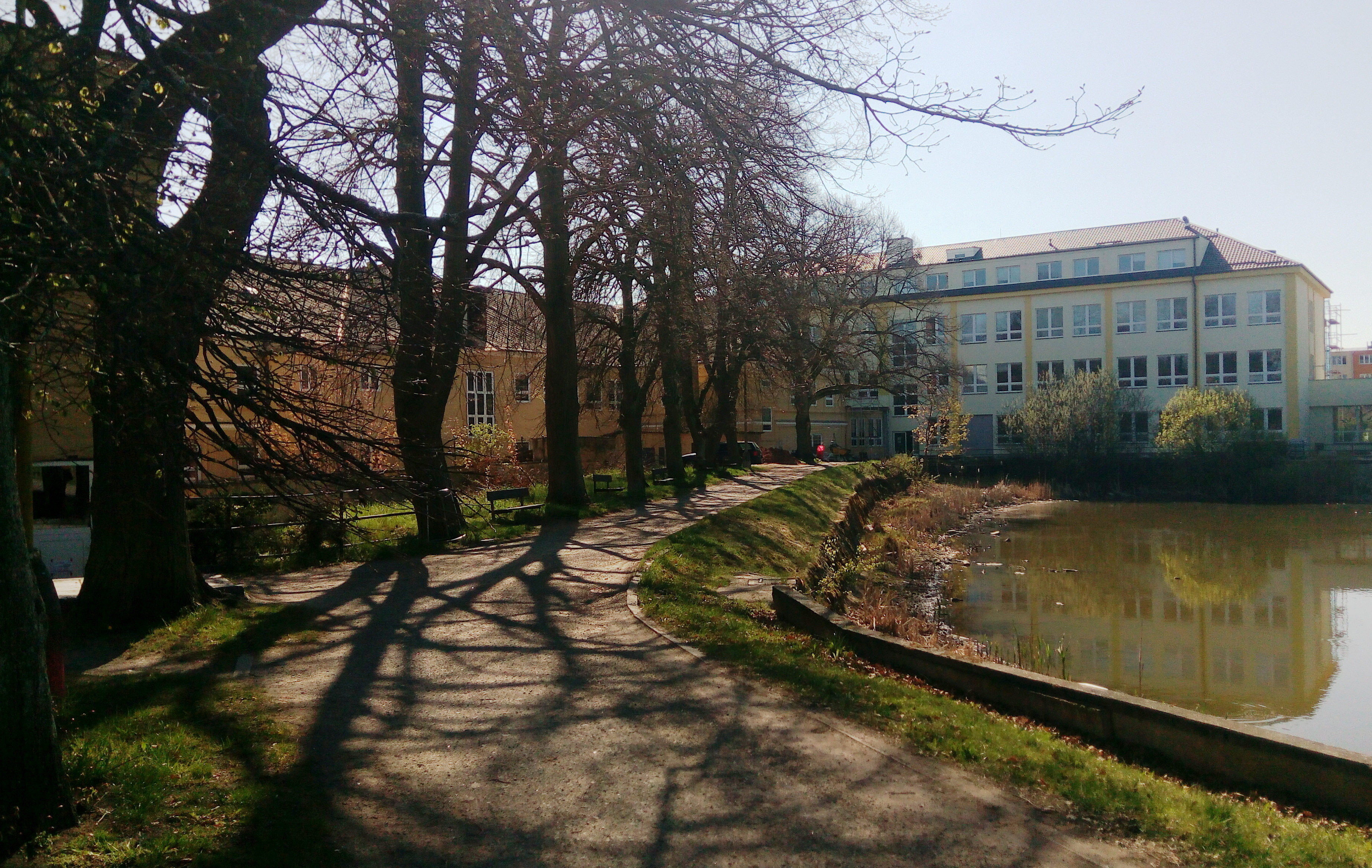
Zadní trakt u rybníka Trubný
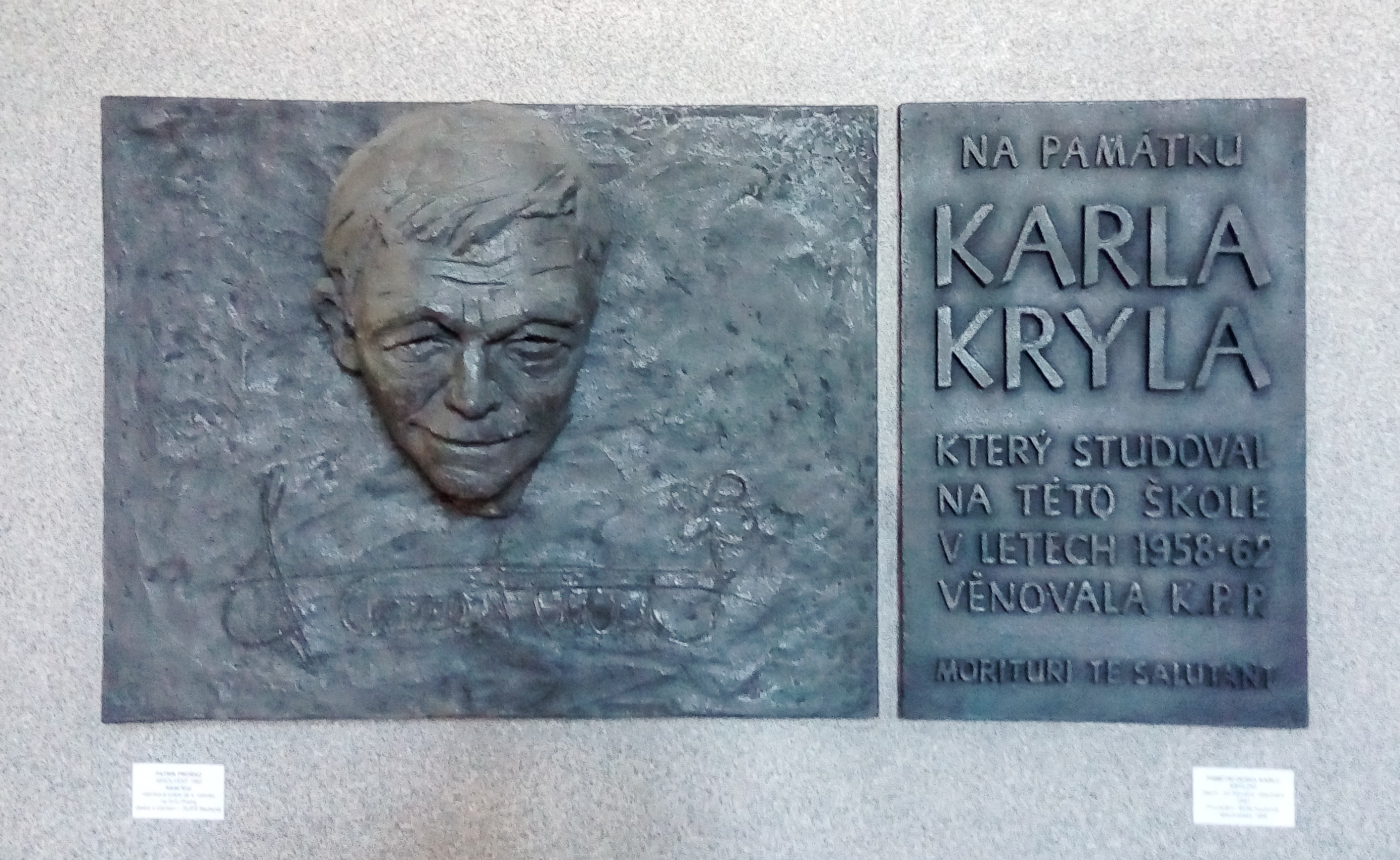
Pamětní deska Karlu Krylovi v budově školy
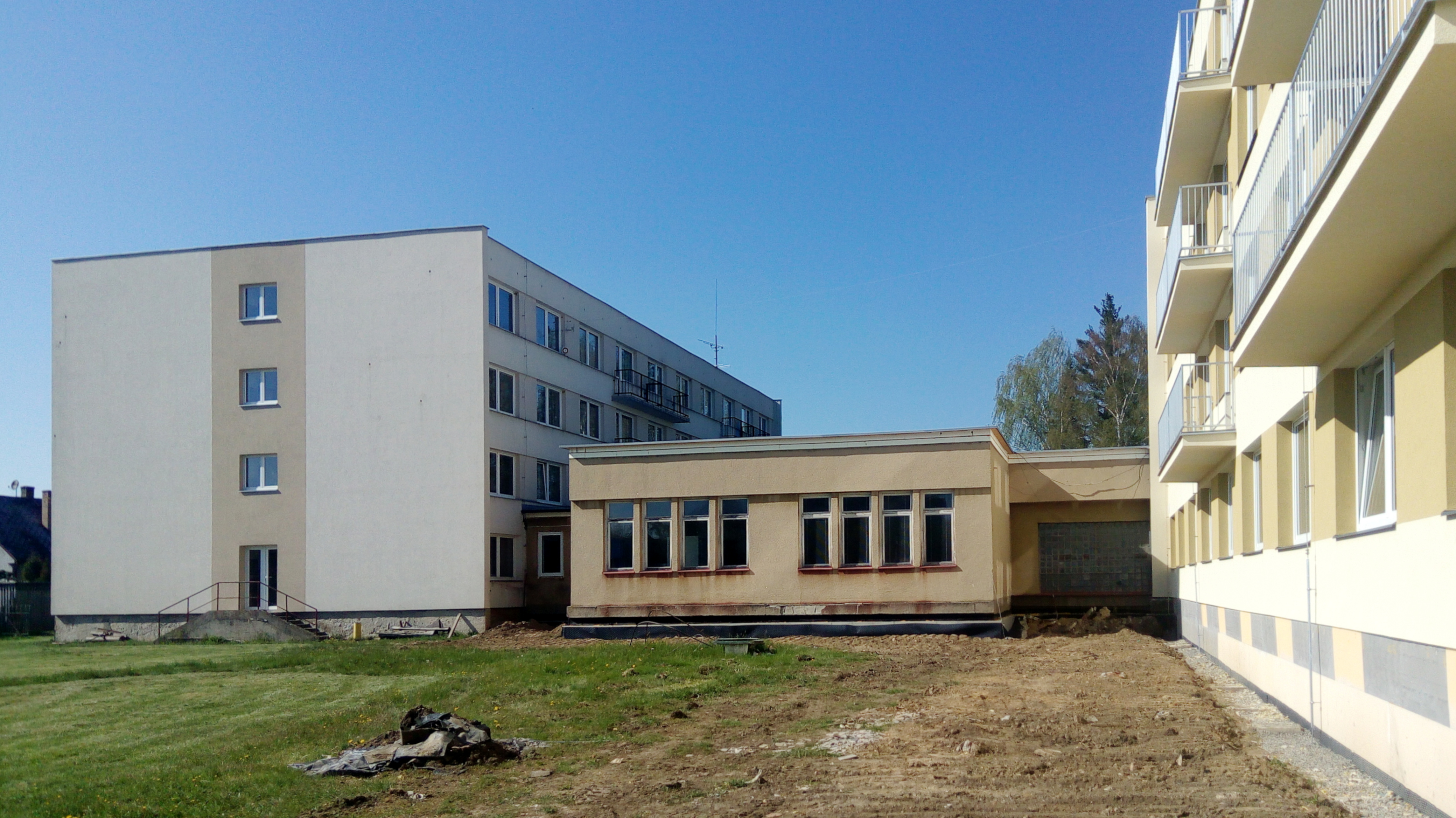
Budovy domova mládeže